# Arthur Engelbert
Arthur Engelbert (* 1951 in Werdohl) ist ein deutscher Medienwissenschaftler.

## Leben
Vor dem Studium arbeitete Arthur Engelbert sieben Jahre in einem Dortmunder Stahlwerk als Industrieelektroniker. 1985 promovierte er mit einer Studie über die Linie bei Gottfried Boehm und Max Imdahl, war anschließend Mitarbeiter für die Umnutzung des Völklinger Hochofenwerks am "Staatlichen Konservatoramt" in Saarbrücken und von 1987 bis 1992 Wissenschaftlicher Mitarbeiter an der Hochschule der Künste in Berlin.
1996 erhielt Engelbert eine Professur an der Fachhochschule Potsdam und habilitierte 1998 im Fach „Medientheorie und Kunstwissenschaft“ bei Bazon Brock in Wuppertal. Zwischen 1992 und 1998 nahm er Lehraufträge zur Vermittlung zeitgenössischer Kunst an verschiedenen Universitäten und Kunsthochschulen wahr.
Neben seiner Lehrtätigkeit hat Arthur Engelbert zehn Jahre lang ein Multimediaunternehmen (MIB, bis 2001) in Berlin geleitet, war viele Jahre im Vorstand des Werkbund-Archivs in Berlin und hat seit 1999 das Forschungsprojekt cultrans aufgebaut, das Transfers zwischen den Kulturen und Künsten untersucht. Seit 2010 gehört er dem Graduiertenkolleg der Deutschen Forschungsgemeinschaft (DFG) an der Universität Potsdam an.  2012 gründete er mit anderen das „Institut für angewandte Realitätsveränderung“. Seit 2013 entwickelt er das transkulturelle Projekt „Pedestrian Republic“. Im April geht Arthur Engelbert in den Ruhestand und gehört der Fachhochschule Potsdam weiterhin als forschendes Mitglied an. Es folgt 2017–18 ein Lehrauftrag am Indian Institute of Technology Bombay (IIT/IDC / Industrial Design Institut), finanziert vom Deutschen Akademischen Austauschdienst und dem IIT Bombay.

## Veröffentlichungen

### Schriften
- Arthur Engelbert: Der Blick und das Sagen: die Abkopplung des Ichs. edition metzel, München 2021, ISBN 978-3-88960-210-7.
- Coincidentia. Zehn Versuche zur zeitgenössischen Kunst, München: Edition Metzel 2018, ISBN 978-3-88960-168-1
- Idiorrhythmie: Vorschläge für ein anderes Lernen, Baden-Baden: Nomos Verlag 2017, ISBN 978-3-8487-4314-8
- Realität und Fiktion. realtà e finzione. Die Welt des Nino Indaimo. Il mondo di Nino Indaimo, Marburg: Tectum Verlag 2017, ISBN 978-3-8288-3855-0
- Politik und Bild. Eine Langzeitstudie zu Wahrnehmungsumbrüchen innerhalb der letzten dreieinhalb Jahrzehnte, Marburg: Tectum Verlag 2016, ISBN 978-3-8288-3741-6
- Notes on urban kibbutz, mutual aid and social erotism. Social imagination for a collective society, Marburg: Tectum Verlag 2016, ISBN 978-3-8288-3719-5
- Die Treppe. Eine kulturgeschichtliche und medienkritische Studie. Königshausen & Neumann, Würzburg 2014, ISBN 978-3-8260-5525-6
- Help! Gegenseitig behindern oder helfen. Eine politische Skizze zur Wahrnehmung heute. Königshausen & Neumann, Würzburg 2012, ISBN 978-3-8260-5017-6
- Global Images. Eine Studie zur Praxis der Bilder. transcript Verlag, Bielefeld 2011, ISBN 978-3-8376-1687-3
- Gegenseitige Hilfe. Tectum Verlag, Marburg 2010, ISBN 978-3-8288-2148-4
- Normalkultur. Kulturen im Dialog. Königshausen & Neumann, Würzburg 2008, ISBN 978-3-8260-3905-8
- mit Maike Pagel, Wolf Borchers (Hrsg.): cultrans. Ansichts-Sachen der Kunst – Views of Art. Königshausen & Neumann, Würzburg 2005, ISBN 978-3-8260-3022-2
- Conrad von Soest. Ein Dortmunder Maler um 1400. Verlag der Buchhandlung Walther König, Köln 1995

### Festschriften
- Felix Urban (Hrsg.): Aktuelle Tendenzen Verlaufslinien der Kunst- und Medientheorie. 1.  Auflage. Tectum Verlag, Baden-Baden 2019, ISBN 978-3-8288-3995-3, S. 290 (nomos-shop.de [abgerufen am 30. August 2019]).